# Chidi Odiah
Chukwudi Odiah oder auch Chidi Odiah (* 17. Dezember 1983 in Port Harcourt) ist ein nigerianischer ehemaliger Fußballspieler.

## Karriere
Odiah spielte als Jugendlicher bis 1999 in seiner Heimatstadt Port Harcourt für Eagle Cement (heute Dolphins FC). Zum Jahreswechsel ging er für ein halbes Jahr zum Julius Berger FC nach Lagos, die in dieser Saison die Meisterschaft in der Premier League gewannen.
Mit gerade einmal sechzehn Jahren verließ er danach Nigeria und ging in die Republik Moldau, wo er vier Jahre für den Serienmeister Sheriff Tiraspol spielte. In der Saison 2003/04 kam er allerdings nur noch zweimal zum Einsatz, so dass er nach Russland zu ZSKA Moskau wechselte. Dort war der rechte Außenverteidiger sofort Stammspieler und wurde auch für die Nigerianische Fußballnationalmannschaft interessant, in der er am 5. September 2004 sein Debüt gab. 
Es folgten zwei sehr erfolgreiche Jahre bei dem russischen Hauptstadtklub und 2005 gewann er mit dem Verein nicht nur die russische Meisterschaft, sondern wurde auch UEFA-Cup-Sieger. Danach ereilte ihn das Verletzungspech und zwei Jahre lang kämpfte er um die Rückkehr in die Stammformation, die ihm erst 2008 wieder gelang. Auch in der Nationalmannschaft hatte er seine Position nicht fest, obwohl er regelmäßig spielte. In der Qualifikation für die Fußball-Weltmeisterschaft 2006, die Nigeria letztendlich verpasste, kam Chidi Odiah sieben Mal zum Einsatz, vier Jahre später spielte er nur fünf Mal und erst der verletzungsbedingte Ausfall des zweiten Außenverteidigers Yusuf Mohammed sicherte seinen Platz im Aufgebot der Afrikaner für die Fußball-Weltmeisterschaft 2010 in Südafrika.

## Titel / Erfolge
- UEFA-Cup-Sieger 2005 mit ZSKA Moskau
- Russischer Meister 2005 und 2006 mit ZSKA Moskau
- Moldauischer Meister 2001, 2002, 2003 und 2004 mit Sheriff Tiraspol
- Nigerianischer Meister 2000 mit dem Julius Berger FC
- Russischer Pokalsieger 2005, 2006, 2008 und 2009 mit ZSKA Moskau
- Moldauischer Pokalsieger 2001 und 2002 mit Sheriff Tiraspol
- Bester Jugendspieler in Nigeria 1999 (Marius Award)